# Karl-Heinz Krüger
Karl-Heinz Krüger est un boxeur est-allemand né le 25 décembre 1953 à Templin.

## Carrière
Karl-Heinz Krüger remporte aux Jeux olympiques d'été de 1980 à Moscou une médaille de bronze dans la catégorie des poids welters.

### Jeux olympiques
Médaille de bronze en -67 kg aux Jeux de 1980 à Moscou